# Mimetes argenteus
Mimetes argenteus  (лат.) — вид растений рода Mimetes семейства Протейные. 

## Описание

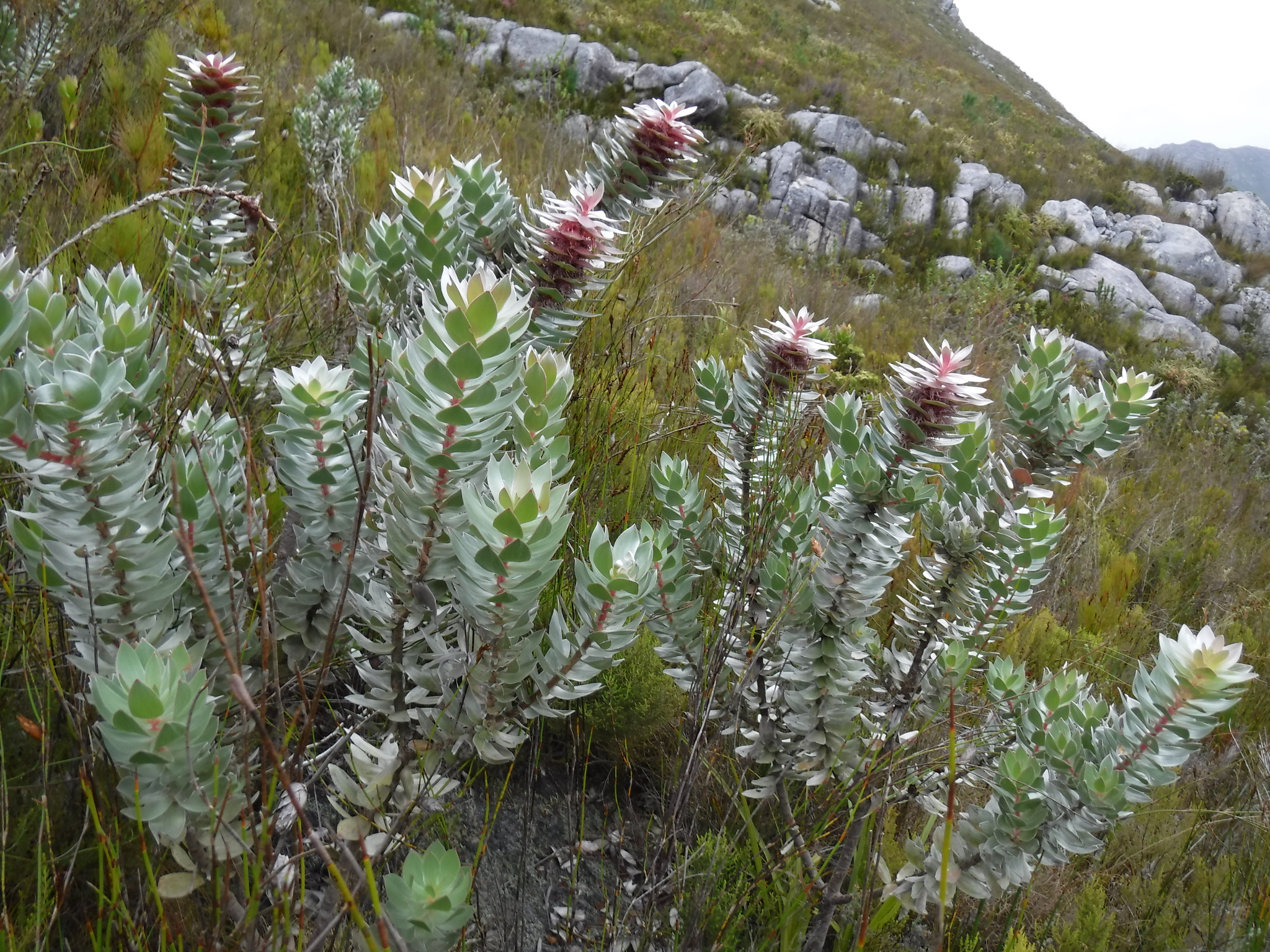
Общий вид

Вечнозелёный прямостоящий редковетвящийся куст высотой около 2 м. Имеет эллипсовидные серебристые от плотного слоя шелковистых волосков листья, отходящие от ствола под прямым углом. Соцветие — цилиндрической формы 8—15 см в длину и 10—12 см в диаметре — оканчивается пучком меньших серебристых вертикальных листьев. Соцветие состоит из нескольких цветочных головок, каждая из которых состоит из 6—9 индивидуальных цветков и гребнем листьев с от пурпурного до карминового оттенением. Цветёт с марта по июнь. Эндемики финбоша Капской области Южной Африки, встречающийся исключительно на горной гряде Когельберг.

## Ареал, местообитание и экология
M. argenteus встречается в Капских горах от окрестностей ущелья Сэра Лаури на западе до прохладных южных склонов южных гор, особенно гор Хоттентотс Холланд и Ривьерзондеренд и Аппельскраал на востоке. Произрастает в песчаном финбосе на высоте 600—1000 м, изредка до 1500 м с предпочтением мест с постоянным водотоком и хорошим дренажем. 
Цветы опыляются птицами. Плоды созревают через 2—6 месяцев и падают на землю. Их собирают муравьи, которые переносят плоды в своё подземное гнездо, где поедают сочную часть семян, муравьный хлеб. В гнезде семена остаются защищены от огня, птиц и грызунов. Семена впоследствии прорастают после пожара. Само растение этого вида не выживает при пожаре.

## История изучения
Образцы вида собирались ранними охотниками за растениями, такими как Джеймс Найвин и Фрэнсис Массон. Вид был впервые  описан в 1809 году английским ботаником Ричардом Солсбери в книге Джозефа Найта On the cultivation of the plants belonging to the natural order of Proteeae и названа им Mimetes argenteus. Считается, что Солсбери видел рукопись книги Роберта Брауна On the natural order of plants called Proteaceae, опубликованной в 1810 году, который назвал вид M. massonii. Карл Петер Тунберг описал другой образец вида в 1813 году, дав ему название 
Protea massonii. Французский ботаник и путешественник Жан-Луи Мари Пуаре, который предпочитал рассматривать Proteaceae в более широком аспекте, в 1816 году поместил вид в Mimetes. В 1984 году Джон Патрик Рурк рассматривал все эти названия как синонимы.
Название вида argenteus от латинского серебро или серебристый.